# Боннська конвенція
Конвенція про збереження мігруючих видів диких тварин (англ. Convention on the Conservation of Migratory Species of Wild Animals, CMS) або Боннська конвенція — міжнародна угода, підписана в 1979 році в Бонні (звідси назва), яка ставить своєю метою збереження наземних і морських мігруючих видів тварин, також птахів повсюди на шляху їх міграції. Договір був складений під егідою Програми ООН з охорони навколишнього середовища (UNEP) та стосується збереження живої природи та місць існування тварин у світовому масштабі.
Починаючи із вступу Конвенції в дію в 1983 році, число членів Конвенції постійно зростає, досягнувши 119 країн (станом на 1 квітня 2013) Африки, Центральної та Південної Америки, Азії, Європи та Океанії.
Мігруючі види тварин, що перебувають під загрозою зникнення, включені до Додатка I Конвенції. Партнери Боннської конвенції мусять намагатися забезпечити суворий захист цих видів, охорону або відновлення місць їхнього існування, зменшувати вплив перешкод на шляхах міграції та контролювати інші фактори, які можуть становити загрози.
Мігруючі види тварин, що потребують істотної допомоги шляхом міжнародної кооперації, включені до Додатка II Конвенції.
Крім того, під егідою Боннської конвенції укладено низку додаткових угод:
- Угода про збереження кажанів в Європі (EUROBATs) — угода, спрямована на охорону популяцій кажанів в Європі;
- Угода про охорону китоподібних Середземного моря, Чорного моря та суміжних акваторій Атлантичного океану;
- Угода про охорону дрібних видів китоподібних Балтики, Північно-Східної Атлантики, Ірландії та північних морів;
- Угода про охорону тюленів у Ваттовому морі;
- Угода AEWA — угода про збереження афро-євразійських мігруючих водно-болотних птахів;
- Угода про охорону альбатросів і буревісників,
- Угода про охорону горил та місць їхнього існування.

Крім того, під егідою Боннської конвенції підписані 19 меморандумів розуміння про охорону різних видів тварин. Серед них:
- Меморандум порозуміння про охорону популяції дрохви
- Меморандум порозуміння про охорону популяції очеретянки прудкої
- Меморандум порозуміння про охорону мігруючих хижих птахів Африки та Євразії (Raptors MoU)